# Burgbrunnen

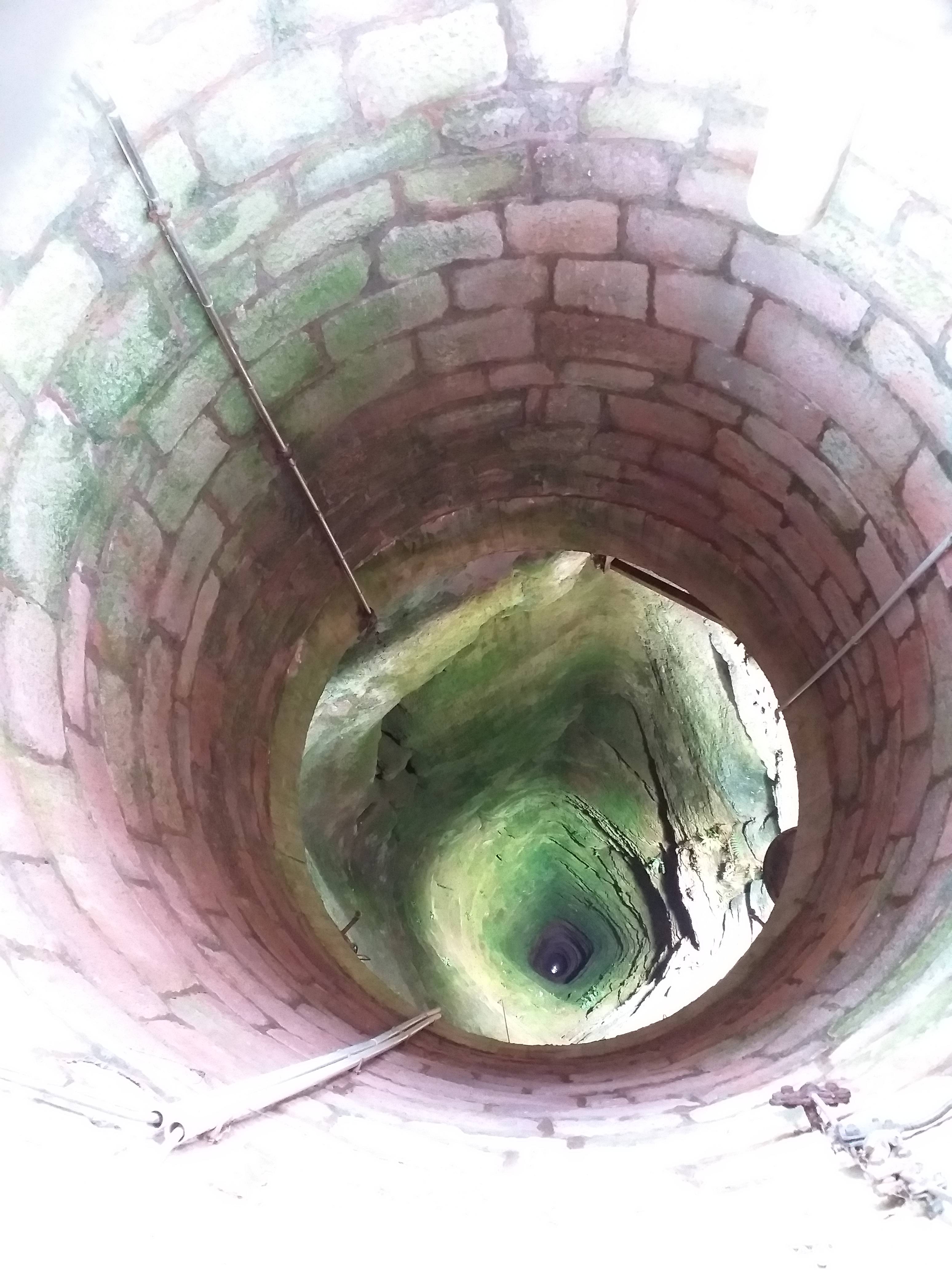
Der 176 m tiefe Burgbrunnen der ehemaligen Reichsburg Kyffhausen

Ein Burgbrunnen oder Festungsbrunnen war oftmals der sowohl hinsichtlich der Erbauungszeit als auch der Errichtungskosten aufwändigste Bauabschnitt einer Burganlage oder Festung. Sein Bau konnte zum Teil mehrere Jahrzehnte dauern.
Der Brunnen diente – neben Zisternen – sowohl in friedlichen Zeiten als auch in Belagerungsfällen der Burgbesatzung und gegebenenfalls auch der dort in Kriegszeiten Schutz suchenden Zivilbevölkerung als sichere Trinkwasserquelle. Sie konnte auch im Belagerungsfall nicht „von außen“ vergiftet werden (Brunnenvergiftungen; zum Beispiel waren verwesende Kadaver im Mittelalter ein oft angewandtes Mittel, um eine Burgbesatzung zur Aufgabe zu zwingen).
Je nach Höhe der Burg über dem Grundwasserstand war, insbesondere bei Höhenburgen, oft ein beträchtlicher Höhenunterschied zu überwinden, um zur nächsten ausreichend wasserführenden geologischen Schicht zu gelangen. Außerdem trat beim Brunnenbau das Problem auf, die den Brunnen von Hand in den Felsen vortreibenden Arbeiter mit ausreichend Sauerstoff zu versorgen.

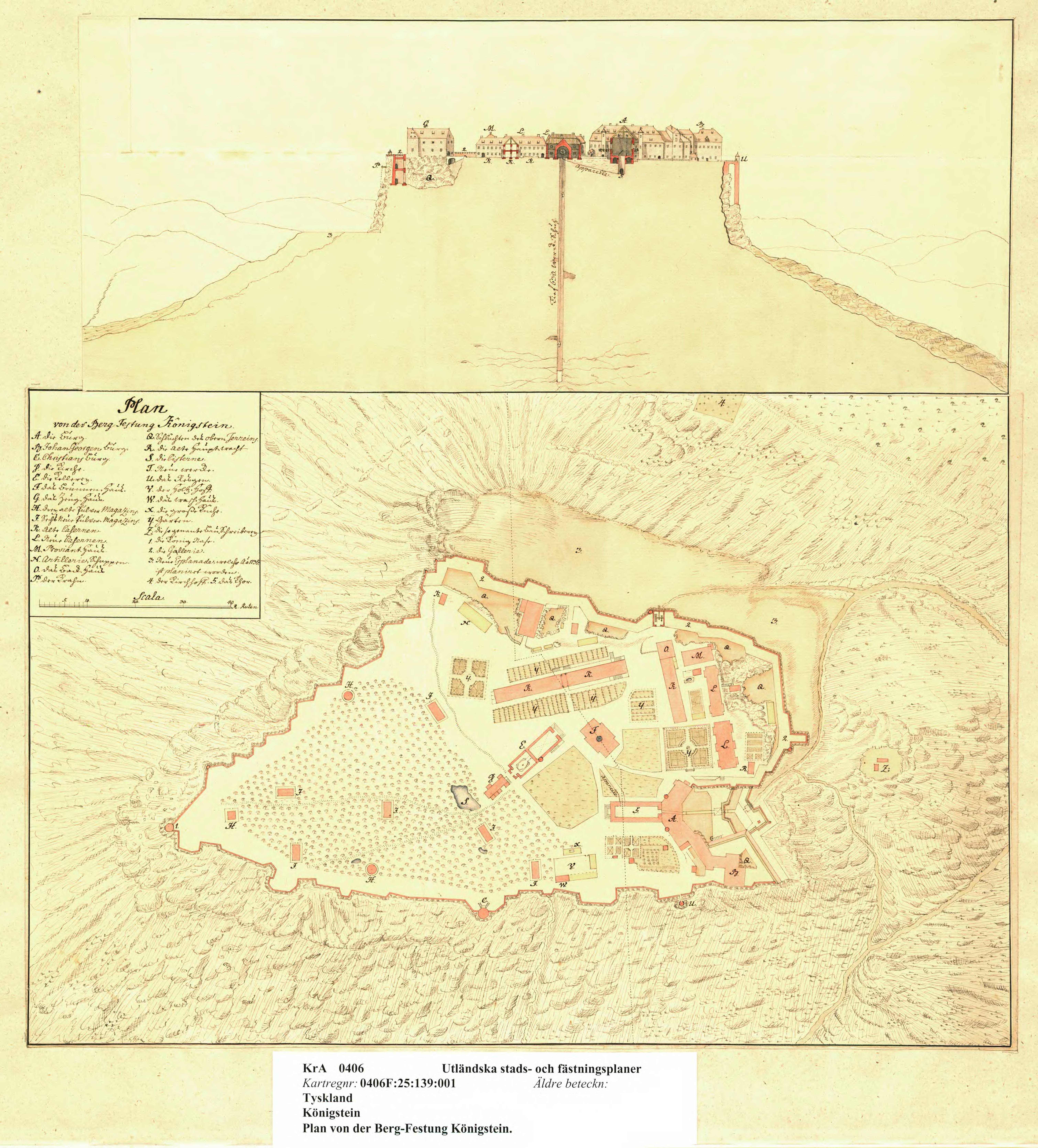
Querschnitt durch die Festung Königstein mit Burgbrunnen
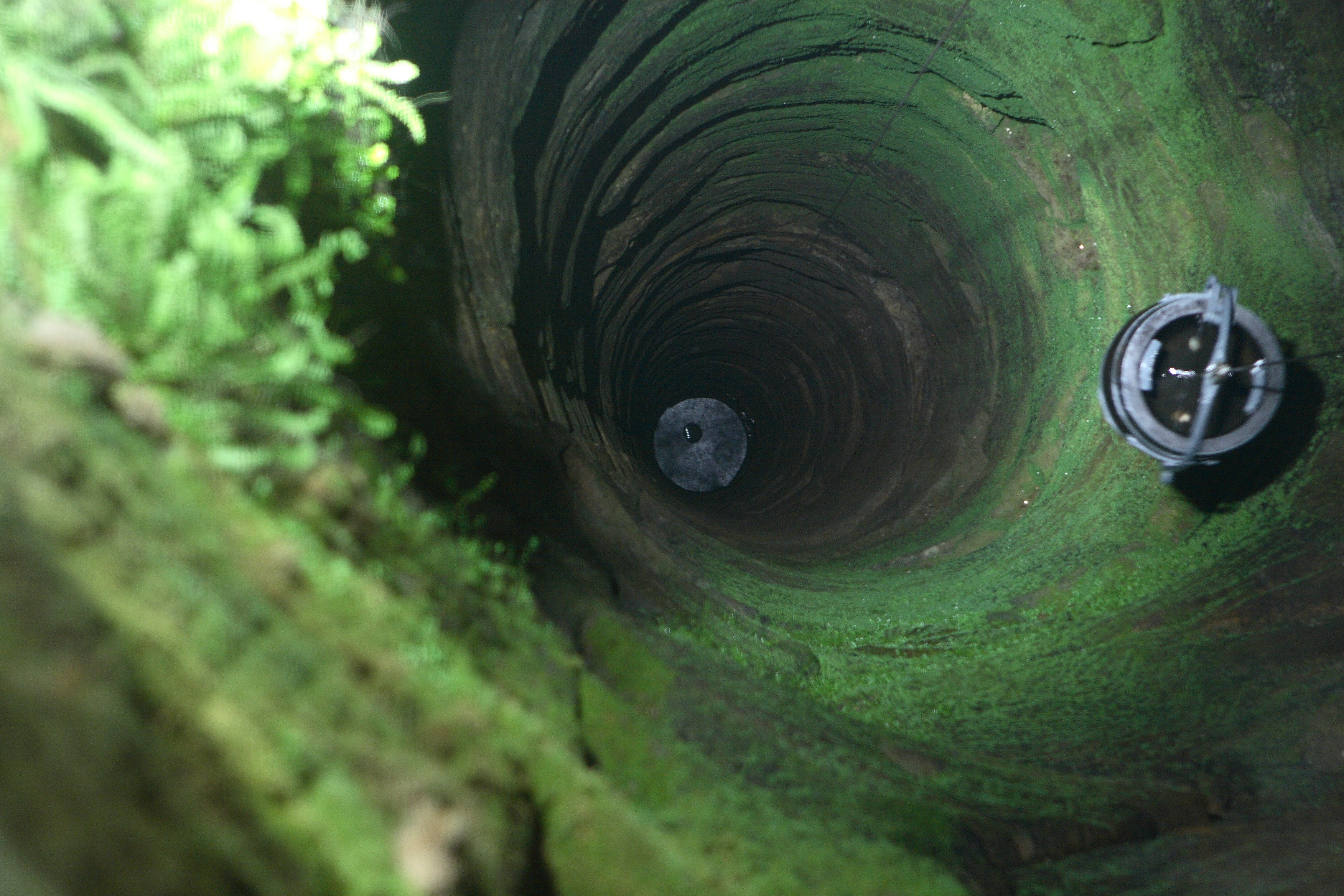
Brunnen auf der Festung Königstein (152 Meter Tiefe)
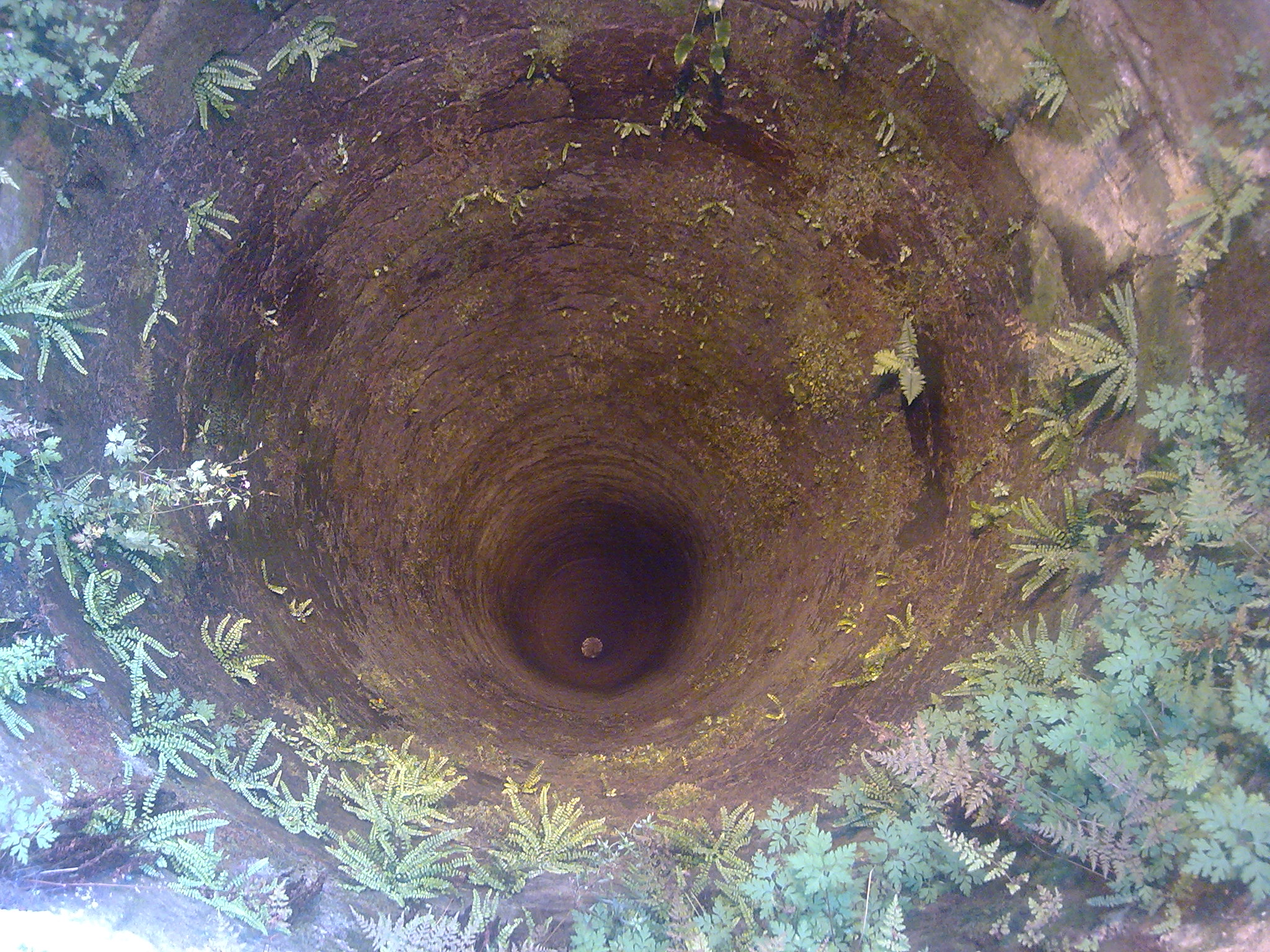
Burgbrunnen Hohenburg (150 Meter Tiefe)
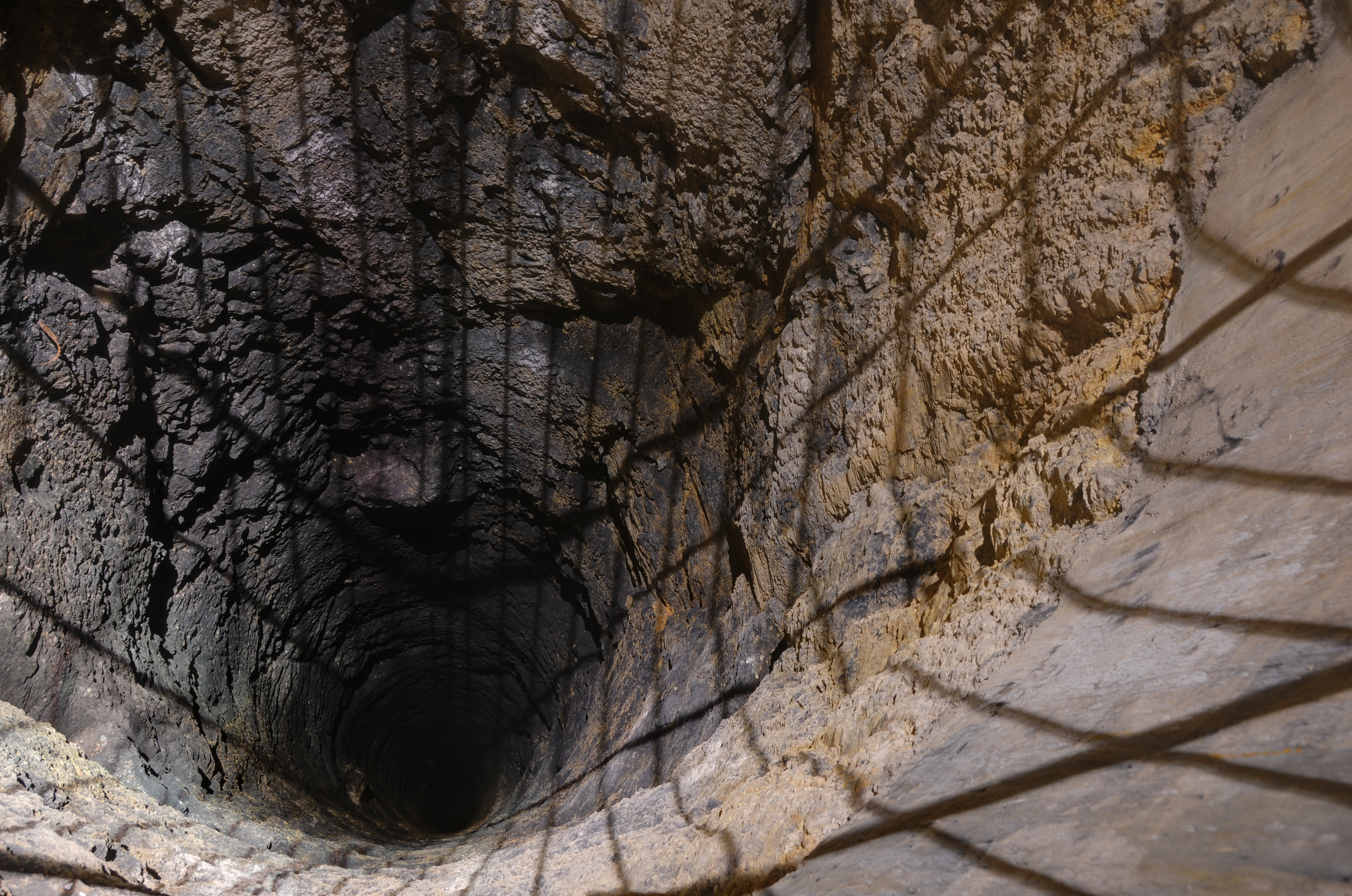
Burgbrunnen Château de Joux in Frankreich (147 Meter Tiefe)

## Errichtungsweise
Um die Brunnenbauer mit Frischluft zu versorgen, wurde oft mittig im Brunnenschacht eine meist hölzerne Trennwand fast bis zur Sohle eingebaut, deren Ritzen mit Stroh und Pech möglichst luftundurchlässig verschlossen wurden. Über der einen Hälfte wurde sodann eine Feuerstelle errichtet, die ihre Luftzufuhr durch den entstandenen U-förmigen Kamin im Schacht erhielt, und damit einen kontinuierlichen Frischluftstrom durch die Schachtsohle bewirkte.

## Liste mit sehr tiefen Burgbrunnen
In Deutschland gibt es einige der tiefsten Burgbrunnen der Welt. Sie finden sich auf der Reichsburg Kyffhausen (176 Meter Tiefe), der Festung Königstein (152 Meter Tiefe) und der Hohenburg in Homberg (150 Meter Tiefe).
Laut historischen Quellen soll sich ein Burgbrunnen mit einer Tiefe von über 197 Meter einst auf der Burg Regenstein bei Blankenburg befunden haben. Dieser ist bereits seit längerer Zeit verschüttet.
| Tiefe in m | Burg                                   | Land           | Region                      | Gestein     | Bemerkung |
| ---------- | -------------------------------------- | -------------- | --------------------------- | ----------- | --- |
| 197        | Burg Regenstein                        | Deutschland    | Sachsen-Anhalt              |             | Der Brunnen ist komplett verschüttet. |
| 176        | Reichsburg Kyffhausen                  | Deutschland    | Thüringen                   | Sandstein   | Der Brunnen war lange Zeit verschüttet. 1934 bis 1936 wurde er freigelegt. Der Durchmesser beträgt 2 m. Sickerwasser aus dem umliegenden Gestein hält den Wasserpegel auf konstant 9 m. |
| 163        | Schloss Zbiroh                         | Tschechien     | Pilsner Region              |             | Bei der Erforschung 2006 fand man einen doppelten Boden aus Stahlbeton am Grund des Burgbrunnens; man vermutete einen Nazi-Schatz darunter. |
| 152,5      | Festung Königstein                     | Deutschland    | Sachsen                     | Sandstein   | Es ist der tiefste Burgbrunnen in Sachsen, der zudem seit Jahrhunderten ununterbrochen in Betrieb ist. Zu Demozwecken wird auch heute noch Wasser mit einer elektrischen Winde gefördert. |
| 150        | Hohenburg in Homberg                   | Deutschland    | Hessen                      | Basalt      | Hierbei handelt es sich um den tiefsten, komplett ausgemauerten Brunnen; er wurde von 1997 bis 2001 freigelegt. |
| 150        | Burg Hukvaldy                          | Tschechien     | Mährisch-Schlesische Region |             | Erst 1581 gelang es, im Burginneren einen Burgbrunnen zu bohren, der 150 Meter tief und mit einem durch Menschenkraft betriebenen Schöpfrad ausgestattet war. 1738 brannte die Vorrichtung ab, was den Niedergang der Burg einleitete. |
| 147        | Château de Joux                        | Frankreich     | Franche-Comté               |             | Der Brunnen wurde 1690 von Vauban mit einem Durchmesser von 3,70 Meter und einer Tiefe von 147 m erbaut. Heute beträgt die Tiefe nur noch 120 m. |
| 143,2      | Wülzburg                               | Deutschland    | Bayern                      |             | Der Brunnen hat einen Durchmesser von 2,5 Meter. |
| 142        | Burg Forchtenstein                     | Österreich     | Burgenland                  |             | |
| 140        | Bauernburg in Râșnov                   | Rumänien       | Siebenbürgen                |             | |
| 136,5      | Burg Seebenstein                       | Österreich     | Niederösterreich            |             | Der Burgbrunnen soll eine Tiefe von 78 Klaftern haben (entspricht 136,5 Metern). Auf halber Tiefe gibt es einen Verbindungsgang zur inneren Burg, wodurch deren Wasserversorgung auch bei feindlicher Besetzung der äußeren Burg gewährleistet werden konnte. |
| 132        | Zitadelle von Besançon                 | Frankreich     | Franche-Comté               |             | |
| 130,6      | Jagdschloss Augustusburg               | Deutschland    | Sachsen                     | Porphyr     | Dies ist der zweittiefste Burgbrunnen in Sachsen. |
| 129        | Burg Harburg                           | Deutschland    | Bayern                      |             | Heute ist er nur noch rund 50 Meter tief, da der untere Teil des Brunnen wegen instabilen Gesteins einstürzte. |
| 126        | Schloss Spangenberg                    | Deutschland    | Hessen                      |             | |
| 120        | Burg Neuhaus (Igersheim)               | Deutschland    | Baden-Württemberg           |             | Der Brunnen war vermutlich 120 Meter tief und ist heute teilweise verschüttet. |
| 120        | Schloss Waldeck                        | Deutschland    | Hessen                      |             | Der Brunnen ist etwa 120 m tief. |
| 120        | Burg Trausnitz                         | Deutschland    | Bayern                      |             | Sein eisernes Geschöpf wurde 1512 gefertigt. |
| 114        | Veste Heldburg                         | Deutschland    | Thüringen                   |             | In den 1560ern unter der Leitung von Nikolaus Gromann entstanden. Der Brunnenschacht ist in den Felsen geschlagen und mit sauber gehauenen Sandsteinen verkleidet. |
| 113        | Beeston Castle                         | Großbritannien |                             |             | Die Tiefe wird mit 400 Fuß angegeben. |
| 112        | Festung Špilberk                       | Tschechien     |                             |             | Der obere Teil des Brunnens ist aus Naturstein und Ziegeln gemauert, während der untere Teil nur aus Felsen besteht. Der durchschnittliche Durchmesser beträgt 3,5 m. Der Wasserstand beträgt 90 m, sodass das Volumen über 1.000 m³ ausmacht. Am Grund des Brunnens befinden sich zwei horizontale Stollen mit 17 m bzw. 26 m Länge.                                                                                         |
| 107        | Dover Castle                           | Großbritannien |                             |             | Die Tiefe wird mit 350 Fuß angegeben. |
| 105        | Festung Marienberg                     | Deutschland    | Bayern                      | Kalkstein   | |
| 104        | Burg Berwartstein                      | Deutschland    | Rheinland-Pfalz             | Sandstein   | |
| 103        | Homburg                                | Deutschland    | Niedersachsen               |             | Die Tiefe ist nicht bekannt. Der Brunnen ist verschüttet, und nur wenige Meter sind freigelegt. 1736 will der Amelungsborner Klosterschüler Johann Christian Dünnhaupt mit einem 60 Klafter (103 Meter) langen, mit einer Bleikugel beschwerten Faden den Grund des Brunnens nicht erreicht haben. |
| 100        | Vorwerk Deppoldshausen der Burg Plesse | Deutschland    | Niedersachsen               |             | Der Brunnen wurde 1937 von 100 auf 130 m vertieft. |
| 100        | Burg Ravensberg                        | Deutschland    | Nordrhein-Westfalen         |             | Das Brunnenhaus mit dem funktionstüchtigen, alten Förderrad und dem komplett ausgeleuchteten Burgbrunnen kann besichtigt und Wasser durch die Besucher gefördert werden. |
| 98         | Marburger Schloss                      | Deutschland    | Hessen                      |             | Der Brunnen wurde 2011/2012 freigelegt. |
| 98         | Schloss Rhoden                         | Deutschland    | Hessen                      |             | Im Jahr 1651 wurde ein 160 Ellen (ca. 98 Meter) tiefer und etwa drei Meter im Durchmesser breiter Schlossbrunnen gegraben. |
| 97         | Veste Wachsenburg                      | Deutschland    | Thüringen                   |             | Der Brunnen ist komplett ausgemauert. Wasser wurde mit Hilfe eines Tretrades geschöpft, das von einer Person oder einem Bernhardinerhund angetrieben wurde. |
| 96         | Burg Ronneburg                         | Deutschland    | Hessen                      |             | |
| 95         | Burg Nideggen                          | Deutschland    | Nordrhein-Westfalen         |             | Der Burgbrunnen folgte teilweise einer natürlichen Felsspalte und war einst 95 Meter tief. Seit 1945 reicht er jedoch nur noch bis in etwa 30 Meter Tiefe. |
| 94         | Grazer Schloßberg                      | Österreich     | Steiermark                  |             | Der Brunnen wird als Türkenbrunnen bezeichnet. |
| 90         | Schloss Fénelon                        | Frankreich     | Dordogne                    |             | |
| 85         | Burg Breuberg                          | Deutschland    | Hessen                      | Sandstein   | Der obere Teil ist ausgemauert. Am unteren Ende des gemauerten Teils des Brunnenschachtes befindet sich eine Nische, die möglicherweise zur Anlage eines Geheimganges aus der Burg vorgesehen war. |
| 85         | Kloster Limburg                        | Deutschland    | Rheinland-Pfalz             |             | Das Kloster war früher eine Burg. |
| 85         | Zitadelle von Saladin                  | Ägypten        | Kairo                       |             | Joseph’s Well oder Bir Yusuf oder „Schneckenbrunnen“ genannt, ist ein Schöpfbrunnen mit spiralförmigem Treppenhaus, der ursprünglich der Wasserversorgung der Zitadelle diente. |
| 84,39      | Burg Stolpen                           | Deutschland    | Sachsen                     | Basalt      | |
| 84,2       | Siegesburg                             | Deutschland    | Schleswig-Holstein          | Gipsgestein | Durch den jahrhundertelangen Abbau des Kalkberges nach Zerstörung der Burg (1644) misst die erhaltene untere Hälfte des Brunnens heute nur noch 43 Meter. Dieser einzige in Fels geschlagene Brunnen Schleswig-Holsteins wurde 1806/07 und 1955 ausgeräumt und ist seitdem von einer Plattform aus zu besichtigen. |
| 83         | Plassenburg                            | Deutschland    | Bayern                      |             | Der Brunnen soll bei seiner Fertigstellung knapp 140 Meter tief gewesen sein. |
| 80         | Burg Karlštejn                         | Tschechien     | Mittelböhmische Region      |             | Hier wurde kein Wasser gefunden, deshalb gibt es eine Zisterne und Zuleitung aus einem Bach. Dieser Schwachpunkt im Falle einer Belagerung wurde geheim gehalten. |
| 80         | Leuchtenburg                           | Deutschland    | Thüringen                   | Kalkstein   | |
| 80         | Burg Trenčín                           | Slowakei       |                             |             | Es gibt eine Brunnenlegende, die sehr bekannt ist in der Slowakei. |
| 80         | Burg Königsberg (Bayern)               | Deutschland    | Bayern                      |             | |
| 79         | Reichsburg Trifels                     | Deutschland    | Rheinland-Pfalz             |             | |
| 78         | Schloss Hellenstein                    | Deutschland    | Baden-Württemberg           |             | Der „Kindlesbrunnen“ heißt so, weil die Heidenheimer Babys nicht vom Storch gebracht werden, sondern – so eine Sage – aus dem Brunnen herausgeholt werden. Der Brunnen wurde von 1666 bis 1670 von Königsbronner Bergknappen gegraben. Ein sehr teures und aufwändiges Unternehmen, das etwa 6.750 Gulden (nach heutiger Kaufkraft grob 500.000 €) kostete.                                                                   |
| 76,5       | Willibaldsburg                         | Deutschland    | Bayern                      |             | |
| 72         | Burg Raabs an der Thaya                | Österreich     | Niederösterreich            |             | |
| 70         | Burg Gleichenstein                     | Deutschland    | Thüringen                   | Kalkstein   | Ersterwähnung 1485 – Bearbeitungsspuren deuten auf eine Entstehungszeit im 13. Jhd. hin. Durchmesser 2,25 m Der Brunnen wurde 2019 nach über 150 Jahren wiederentdeckt. Tiefe wird auf 70 m oder mehr geschätzt, da geologische Funde in der Kernburg dies belegen. Bis zu einer Tiefe von 25m verfüllt. Ausgrabungen begannen im Dezember 2020.                                                                              |
| 70         | Burg Fleckenstein                      | Frankreich     | Unterelsass                 |             | Der Brunnen ist verschüttet. Es gibt eine Legende zum Burgbrunnen. |
| 65         | Burg Zusameck                          | Deutschland    | Bayern                      |             | 1999/2000 erneuerte der Heimatverein den Burgbrunnen. Der Schacht wurde bis in die Tiefe von 29 Metern vom Schutt befreit. 36 Meter sind weiterhin verschüttet. |
| 62         | Schloss Auerbach                       | Deutschland    | Hessen                      |             | |
| 62         | Schloss Rochefort                      | Belgien        | Namur                       |             | 2002 von lokalem Höhlenverein beräumt |
| 62         | Hohkönigsburg                          | Frankreich     | Elsass                      |             | |
| 61         | Sparrenburg                            | Deutschland    | Nordrhein-Westfalen         |             | |
| 60         | Heidecksburg                           | Deutschland    | Thüringen                   |             | 1512 erfolgte die erste Erwähnung, 1790 wurde er geschlossen und 1973 freigelegt. |
| 60         | Festung Kufstein                       | Österreich     | Tirol                       |             | Das Brunnenrad in Form einer Tretmühle ist komplett erhalten. |
| 60         | Burgstelle Neu Raderach                | Deutschland    | Baden-Württemberg           |             | Im Keller des Gasthauses Krone ist heute noch der Tiefbrunnen zu sehen, der die Burg ganzjährig mit Wasser versorgte und einst außerhalb der Burg lag. Nach neueren Untersuchungen wurde der Brunnen etwa 60 Meter tief ausgebaut und erreicht fast Seeniveau. |
| 59         | Burg Rupea                             | Rumänien       | Siebenbürgen                |             | Erbaut im Jahr 1623 |
| 59         | Burg Montépilloy                       | Frankreich     | Picardie                    |             | |
| 59         | Château de Logne                       | Belgien        | Liège                       |             | Der Brunnen ist 56 m tief und hat einen Durchmesser von 2,5 m. Von 1990 bis 2002 wurde der Brunnen beräumt. Dabei wurden circa 235 m³ Unrat herausgeholt, aber auch viele Gegenstände der letzten 480 Jahre entdeckt. |
| 58         | Festung Ehrenbreitstein                | Deutschland    | Rheinland-Pfalz             |             | 3 Jahre Bauzeit |
| 58         | Regensberg                             | Schweiz        | Kanton Zürich               | Kalkstein   | Einer der tiefsten Sodbrunnen der Schweiz. |
| 57         | Burg Lichtenberg (Salzgitter)          | Deutschland    | Niedersachsen               |             | |
| 57         | Bauernburg Saschiz                     | Rumänien       | Siebenbürgen                |             | In einer Tiefe von 20 Metern beginnt ein unterirdischer Gang, welcher nach Westen in den Burggraben geführt haben soll. Das Vorhandensein dieses (inzwischen verschütteten) Ganges wurde inzwischen belegt. Noch bis 1950 konnte mit Hilfe eines Wellenrades Wasser geschöpft werden. 1952 fiel das Dach über dem Brunnen (welcher bis in eine Tiefe von 80 Metern ausgemauert sein soll) sinnloser Zerstörungswut zum Opfer. |
| 57,6       | Ruine Kastelen                         | Schweiz        | Kanton Luzern               |             | |
| 55         | Burg Devín                             | Slowakei       |                             |             | |
| 54         | Burg Bouillon                          | Belgien        |                             |             | |
| 54         | Burg Vianden                           | Luxemburg      |                             |             | |
| 53         | Rochsburg                              | Deutschland    | Sachsen                     |             | Drei Jahre Bauzeit wurden benötigt, um den Brunnen von 22 Meter auf 53 Meter zu vertiefen. |
| 53         | Nürnberger Burg                        | Deutschland    | Bayern                      | Sandstein   | Der „Tiefe Brunnen“ in der Kaiserburg ist 53 m tief, es gibt noch einen zweiten Brunnen mit 20 Meter Tiefe. |
| 52         | Burg Vlotho                            | Deutschland    | Nordrhein-Westfalen         |             | Aktuell sind 52 Meter freigelegt. Die tatsächliche Tiefe ist nicht bekannt, wobei 60 oder 80 sogar 120 Meter für möglich gehalten werden, da das Gelände 100 Meter über der Weser liegt. |
| 50         | Reichsburg Cochem                      | Deutschland    | Rheinland-Pfalz             |             | Der Burgbrunnen ist etwa 40 Meter tief und wird von einer Wasserader im Felsen gespeist. |
| 50         | Windsor Castle                         | Großbritannien |                             |             | Die Tiefe wird mit 165 Fuß angegeben. |
| 49         | Carisbrooke Castle                     | Großbritannien |                             |             | Eine Touristenattraktion sind die Esel der Burg. Diese ziehen seit den Zeiten Elisabeth I. mit Hilfe eines Tretrades Wasser aus dem 49 Meter tiefen Burgbrunnen. |
| 46         | Bergfeste Dilsberg                     | Deutschland    | Baden-Württemberg           |             | Die Brunnensohle ist durch einen Fluchtstollen erreichbar, der am Hang unterhalb der Burg versteckt ins Freie führt. Stollen und Brunnensohle können touristisch besichtigt werden (Stand: Juli 2015). |
| 46         | Tomburg                                | Deutschland    | Nordrhein-Westfalen         |             | Der Brunnen wurde 1883 vom örtlichen Heimatverein freigelegt. Dabei wurden zahlreiche archäologische Funde, wie steinerne Kanonenkugeln, gemacht. |
| 45         | Festung Rosenberg                      | Deutschland    | Bayern                      |             | Ein etwa 45 m tiefer Brunnen, der von mehreren Quellen gespeist wird. |
| 43         | Falak-ol-Aflak Castle                  | Iran           |                             |             | |
| 57         | Harzburg                               | Deutschland    | Niedersachsen               |             | Bis in 42,60 Meter Tiefe wurde der Brunnen freigelegt. In 12 Meter Tiefe befindet sich ein Wasserzuleitungsstollen, durch den bei der Belagerung der Harzburg durch die aufständischen Sachsen im Jahre 1073 der Überlieferung nach König Heinrich IV. entfliehen konnte. |
| 40,90      | Burg Kirkel                            | Deutschland    | Saarland                    | Sandstein   | Der im Buntsandstein eingetiefte Brunnen wurde zwischen 2011 und 2021 durch Mitglieder des Fördervereins Kirkeler Burg unter Leitung der Archäologin Christel Bernard ausgegraben. Hierbei wurde im Oktober 2021 eine Tiefe von 40,90 Meter unterhalb des Brunnenmunds erreicht. Die Gesamttiefe des Brunnens könnte über 60 Meter betragen. Es ist der tiefste Burgbrunnen im Saarland.                                      |
| 38,60      | Burg Dringenberg                       | Deutschland    | Nordrhein-Westfalen         |             | |
| 36,05      | Burg Kriebstein                        | Deutschland    | Sachsen                     |             | Der Brunnen wurde 1981 zufällig wiederentdeckt und bis 1990 freigelegt. |
| 30         | Burg Gisors                            | Frankreich     | Haute-Normandie             |             | Roger Lhomoy befreite 1941 illegal den alten Burgbrunnen vom Schutt (bis rund 30 m Tiefe) und trieb Querstollen vom Brunnenboden aus voran, um nach einem Templerschatz zu suchen. Er fand nach eigenen Angaben eine romanische Grabkapelle mit Steinsarkophagen und Metalltruhen. |